# Gestió del litoral
La gestió del litoral és defensa contra les inundacions i l'erosió, i les tècniques que frenen l'erosió per reclamar terres. La protecció contra l'augment del nivell del mar al segle xxi és crucial, ja que l'augment del nivell del mar s'accelera a causa del canvi climàtic. S'espera que els canvis en el nivell del mar danyin les platges i els sistemes costaners augmentaran a un ritme creixent, provocant que els sediments costaners es vegin pertorbats per l'energia de les marees.
Les zones costaneres ocupen menys del 15% de la superfície terrestre de la Terra, mentre que acullen més del 45% de la població mundial. Gairebé 1.400 milions de persones viuen a 100 km d'una costa i 100 m del nivell del mar, amb una densitat mitjana 3 vegades superior a la mitjana mundial de població. S'espera que tres quartes parts de la població mundial resideixin a la zona costanera l'any 2025, les activitats humanes originades en aquesta petita superfície terrestre imposaran una forta pressió sobre les costes. Les zones costaneres contenen rics recursos per produir béns i serveis i són la llar de la majoria d'activitats comercials i industrials.

## Antecedents històrics
L'enginyeria de costes, relacionat amb els ports, comença amb el desenvolupament de les civilitzacions ancestrals juntament amb el tràfic marítim, possiblement al voltant del 3500 aC. Les dàrsenes, les esculleres i altres obres portuàries van ser construïdes manualment i sovint a gran escala.
Algunes de les obres portuàries són encara visibles en uns pocs ports que encara avui existeixen, mentre que uns altres han estat recentment explorats per l'arqueologia subaqüàtica. Moltes de les obres portuàries ancestrals han desaparegut després de la caiguda de l'Imperi Romà.
Molts dels esforços costaners ancestrals estaven dirigits a les estructures portuàries, amb l'excepció d'alguns pocs llocs on la vida depenia de les proteccions costaneres. Venècia i la seva llacuna és un d'aquests casos. Les proteccions de les costes d'Itàlia, Anglaterra i Països Baixos poden ser rastrejades fins a almenys el segle VI. En l'antiguitat es van comprendre fenòmens com els corrents del Mediterrani i els patrons eòlics, així com la connexió causa-efecte entre els vents i les ones.
Roma va introduir moltes innovacions revolucionàries en el disseny de ports. Van aprendre a construir murs subaqüàtics i les hi van arreglar per construir sòlides esculleres per protegir ports completament exposats. En alguns casos pot ser que s'emprés la reflexió de les ones per prevenir la colmatación. També van emprar esculleres superficials baixos per provocar el trencament de les ones abans que aconseguissin les esculleres principals. Van ser els primers en dragar a Holanda per mantenir el port a Velsen. Els problemes de rebliment d'aquest port van ser resolts quan els molls sòlids anteriors van ser reemplaçats amb nous espigons apilats d'una forma oberta.
Els Romans van introduir també al món el concepte de les vacances en la costa.

### Edat mitjana
L'amenaça d'atac des del mar va causar que moltes ciutats costaneres i els seus ports anessin abandonats. Altres ports es van perdre a causa de causes naturals com el ràpid rebliment, l'avanç o reculada de la línia de costa, etc. La llacuna de Venècia va ser una de les poques àrees costaneres poblades que va continuar amb la seva prosperitat i amb el seu desenvolupament on els informes escrits documenten l'evolució dels treballs de protecció costanera. Els coneixements científics i d'enginyeria van romandre vius a l'est, a Constantinoble, on l'Imperi Romà d'Orient va sobreviure sis-cents anys mentre la Roma occidental dequeia.

### Edat Moderna
Leonardo da Vinci pot ser considerat el precursor de la ciència de l'enginyeria de costes, ja que va oferir idees i solucions freqüentment amb més de tres segles d'antelació de la seva acceptació general. Mentre que la ciència avançava a grans salts, la construcció de ports va millorar poc respecte dels mètodes romans després del Renaixement. A principis del segle xix, l'arribada de la màquina de vapor, la recerca de nous territoris i rutes comercials, l'expansió de l'Imperi Britànic a través de les seves colònies, i altres influències, van contribuir a la revitalització del comerç marítim i van renovar l'interès en les obres portuàries.

### Segle XX
Es produeix una evolució de la protecció costanera i el pas des de la construcció d'estructures de defensa a la regeneració de platges. Anteriorment a 1950 la pràctica general era usar estructures dures de protecció contra l'erosió costanera o contra els efectes dels temporals. Aquestes estructures consistien normalment en armadures costaneres tals com esculleres i revestiments o estructures de paranys de sorra tals com a espigons en pinta. Durant els anys 1920 i 1930, els particulars i les comunitats locals interessades van protegir moltes àrees de la costa usant tècniques d'alguna manera ad hoc. A certes zones d'esbarjo, les estructures han proliferat fins a tal extrem que la protecció impedeix en l'actualitat l'ús recreatiu de les platges. L'erosió de la sorra va continuar, però la part posterior de la línia de la platja fixada es va mantenir, resultant en una pèrdua de superfície de platja. La prominència i el cost d'aquestes estructures van portar a la fi dels anys 1940 i a principis dels anys 1950 la recerca d'un mètode nou, més dinàmic. Els projectes ja no van confiar més en les estructures de defensa costanera en exclusiva, a mesura que el desenvolupament de tècniques va ser reproduint les característiques protectores de les platges naturals i dels sistemes de dunes. L'ús resultant de platges artificials i dunes estabilitzades com a enfocament d'enginyeria va resultar un mitjà econòmicament viable i mediambientalment més amigable per dissipar l'energia de les ones i protegir els desenvolupaments costaners.
Durant els últims cent anys, el limitat coneixement dels processos de transport sedimentari costaner al nivell de les autoritats locals sovint ha desembocat en mesures inadequades destinades a combatre l'erosió costanera. En moltes ocasions, tals mesures han resolt localment l'erosió costanera, però han exacerbat els problemes erosius en altres localitzacions -deu quilòmetres més enllà- o han creat altres problemes ambientals.

## Reptes actuals en la Gestió Litoral
La zona costanera és una àrea dinàmica de canvis naturals i d'ús humà creixent. Encara que ocupa menys del 15% de la superfície emergida de la Terra, acull a més del 50% de la població mundial (s'estima que més de 3,1 mil milions de persones viuen a menys de 200 quilòmetres del mar). Atès que s'espera que les tres quartes parts de la població mundial residiran a la zona costanera per 2025, les activitats humanes originades en aquesta petita porció de territori imposaran una pressió desorbitada sobre el sistema global. Les zones costaneres contenen riquesa en recursos per produir béns i serveis a més d'albergar a la major part de les activitats comercials i industrials. En la Unió Europea, gairebé la meitat de la població actual viu a menys de 50 quilòmetres del mar i els recursos de les zones costaneres produeixen gran part de les seves riqueses econòmiques. Tant la pesca, com el transport marítim i el turisme competeixen per l'espai vital al llarg dels 89.000 quilòmetres de línia de costa, i les zones costaneres contenen alguns dels més valuosos i fràgils hàbitats naturals d'Europa. Les proteccions costaneres van consistir fins als 50's en la interposició d'estructures estàtiques entre el mar i la terra per prevenir l'erosió i/o les inundacions, tenint una gran tradició. Per a aquest període s'han desenvolupat noves tècniques o polítiques amigables per preservar el medi ambient quan això és possible. Segueixen sent d'importància quan es tracta de zones baixes que requereixen protecció. Per exemple: Venècia, Nova Orleans, Països Baixos o el mar Caspi.
La protecció contra els ascensos del nivell del mar al segle XXI cobrarà especial importància, a mesura que l'ascens del nivell del mar s'està accelerant en l'actualitat. Això representarà un repte per a la gestió costanera, atès que els dics i esculleres són en general costosos de construir, per la qual cosa els costos de la construcció de proteccions per plantar cara a l'ascens del nivell del mar poden ser enormes.
Els canvis en el nivell del mar provoquen respostes adaptatives directes de les platges i dels sistemes costaners, com podem veure en la successió d'un descens del nivell del mar. Quan el nivell del mar ascendeix, els sediments costaners són parcialment desplaçats cap amunt per les ones i per l'energia de les marees, de manera que el procés d'ascens del nivell del mar té una component de transport de sediments cap a terra. Això desemboca en un model dinàmic dels efectes de l'ascens amb desplaçaments continus dels sediments que no és compatible amb els models estàtics on els canvis de la línia de costa estan basats solament en les dades topogràfiques.

## Enfocaments planificadors
Existeixen cinc estratègies genèriques per a la defensa costanera:
- No fer res, no protegir, preparar un eventual abandó del lloc
- Gestionar la reculada o la realineació, la qual cosa representa que els plans de reculada adoptin solucions d'enginyeria que reconeguin els processos naturals d'ajust, i identifiquin una nova línia de defensa on construir noves defenses
- Mantenir la línia actual, protegir la línia de costa, amb el que es construeixen dics al voltant de la línia de costa.
- Avançar cap al mar, mitjançant la construcció de noves defenses mar endins de les originals
- Intervenir de manera limitada, adaptar-se, fent ajustos per ser capaç d'arreglar-les-hi amb les inundacions, que aconsegueixin les terres costaneres i els edificis verticalment

La decisió de qúé estratègia adoptar correspon a cada lloc específic, en funció del patró de canvi relatiu del nivell del mar, les condicions geomorfològiques, la disponibilitat de sediments i l'erosió, al que cal afegir una sèrie de factors socials, econòmics i polítics.
De forma alternativa, es poden emprar enfocaments de la gestió integrada en àrees litorals per prevenir el desenvolupament a les zones propenses a l'erosió o a les inundacions. La gestió del creixement pot representar un repte per les autoritats locals costaneres els qui sovint les hi veuen i les hi desitgen per proveir les infraestructuras necessàries per a les noves persones residents que vénen buscant noves formes de vida en la costa. Les inversions en transport sostenible per reduir la mitjana de la petjada ecològica de les persones visitants de les costes són sovint una bona manera de sortir de l'embús costaner. Alguns exemples són Dongtan i la via oceànica de la Costa Daurada de Queensland, Austràlia.

### No fer res
L'opció de 'no fer gens', que suposa no protegir, és una via barata i convenient per deixar que la costa es cuidi a si mateixa. Implica l'abandó d'infraestructures costaneres quan estan exposades a l'erosió costanera, i una reculada gradual terra endins o bé una evacuació i relocalització en algun altre lloc. Aquesta opció és mediambientalment amigable i l'única contaminació que produeix és durant el procés de reassentament. No obstant això significa la pèrdua de molts terrenys a compte del mar i que la gent perdi les seves cases i llars.

### Gestionar la reculada
Gestionar la reculada és una alternativa enfront de construir o a mantenir estructures costaneres. La reculada controlada permet que zones que no estaven prèviament exposades a inundacions per part del mar passin a ser inundades. Aquest procés es dona en zones baixes estuarines o deltaiques i gairebé sempre implica la inundació de terres que en algun moment passat havien estat reclamades pel mar. La reculada controlada representa sovint una resposta enfront de canvis en el balanç sedimentari o front ascensos del nivell del mar. Aquesta tècnica és emprada quan els terrenys adjacents al mar són de poc valor. Es pren aquesta decisió per permetre que els terrenys s'erosionin i inundin, creant nous hàbitats marins, intermareals i de maresma. Aquest procés pot continuar durant molts anys donant lloc a una estabilització natural.
La primera reculada controlada en el Regne Unit va ser en una àrea de 0,8 ha a l'Illa de Northey a Essex, després de les inundacions de 1991. Això va ser seguit per Tollesbury i Orplands, també en Essex, on es van trencar els dics en 1995. En el delta de l'Ebre (Espanya) les autoritats costaneres tenen planejat una reculada controlada en resposta a l'erosió costanera.
Cost - El principal cost sol ser la compra de les terres a inundar. Poden ser necessàries compensacions per la relocalització de les persones residents. Qualsevol altra estructura antropogènica que vagi a ser engolida pel mar ha de ser adequadament desmantellada per prevenir la contaminació marina. En alguns casos, ha de construir-se un mur de retenció per protegir la terra més enllà de l'àrea a inundar, encara que aquestes estructures solen ser generalment més baixes que les que serien necessàries per protegir la costa existent. La supervisió de l'evolució de l'àrea inundada representa un cost addicional. Els costos poden disminuir si es deixa que les defenses existents vagin fallant de forma natural, però sovint els projectes de realinejament costaner seran manejats més activament, per exemple mitjançant la creació d'esquerdes artificials en les defenses existents per permetre l'entrada al mar en un lloc donat i d'una manera predeterminada, o mitjançant la preparació de canals de drenatge previs per a la creació de maresmes.

### Mantenir la línia actual
Les estratègies humanes en la costa s'han basat àmpliament en respostes d'enginyeria estàtiques, mentre que la costa està en un equilibri dinàmic, o s'esforça per estar-ho. Se segueixen construint estructures costaneres sòlides perquè protegeixen costoses propietats i infraestructures, però usualment desplacen el problema corrent a baix o a altres parts de la costa. Les solucions toves com les regeneracions de platges semblen més acceptables encara que siguin temporals i necessitin recarregues periòdiques, i d'alguna manera restauren el natural dinamisme de la línia de costa. Així i tot en molts casos existeix una herència de decisions que van ser preses en el passat que fan aflorar en el present moltes de les amenaces a les infraestructures costaneres i que necessiten immediata protecció. Per exemple, l'escullera i passeig marítim de moltes ciutats costaneres a Europa representa una utilització altament intervinguda de l'espai principal del front marítim, que podria ser preferiblement designat com a espai obert públic, parc i serveis, si estigués disponible ara. Tals espais oberts podrien proporcionar també una gran flexibilitat en termes de canvis futurs de l'ús del sòl, per exemple cara a una reculada controlada, enfrontant les amenaces d'erosió o d'inundació resultants de l'ascens del nivell del mar. Les àrees de dunes representen reserves naturals disponibles en cas d'esdeveniments extrems, la construcció en aquestes àrees deixa poca opció excepte la de prendre costoses mesures de protecció contra l'amenaça d'aquests esdeveniments extrems (no importa si amplificats o no pel canvi gradual global). La reculada controlada pot incloure bateries de mesures, com les servituds progressives i altres eines de planificació incloses les de la construcció sobre la base d'unes determinades durabilitats dissenyades. El manteniment d'aquestes estructures o tècniques toves pot arribar a un punt crític (mediambiental o econòmic) que porti a canviar l'adopció de l'estratègia.
- Tècniques estructurals o d'enginyeria dura, p. ex. l'ús de formigó fix i de construccions de roques per "fixar" la línia de costa i protegir els actius localitzats darrere. Aquestes tècniques -- esculleres, esculleres, dics exempts i revestiments -- representen una part significativa de la protecció de la línia de costa a Europa (més del 70%).

- Tècniques d'enginyeria tova (p. ex. regeneracions de platges), la construcció usant els processos naturals i basant-se en elements naturals com a sorra, dunes i vegetació per prevenir que les forces erosives arribin a l'interior de la costa. Aquestes tècniques inclouen la regeneració de platges i l'estabilització de dunes de sorra.

### Avanç cap al mar
La inutilitat d'intentar predir escenaris futurs quan hi ha grans influències humanes és evident. Fins i tot el clima futur és en certa mesurada funció del que els éssers humans decidim fer amb ell, per exemple reduint les emissions de gasos d'efecte hivernacle per controlar el canvi climàtic. En algun casos - allí on es necessitin noves àrees per a nous desenvolupaments ecològics o econòmics - pot adoptar-se una estratègia d'avançar cap al mar. Alguns exemples presos d'EUROSION són: Badia de Koge (Dinamarca), l'estuari occidental de Scheldt (Holanda), Châtelaillon-Plage (França) i el delta de l'Ebre (Espanya).
Hi ha un inconvenient obvi en aquesta estratègia. L'erosió costanera està àmpliament estesa en l'actualitat i hi ha moltes costes on marees excepcionalment altes o les marors ciclòniques donen lloc a invasions de la costa, afectant a l'activitat humana. Si el mar ascendeix, moltes costes que van desenvolupar infraestructures al llarg de la línia de costa o prop d'ella, seran incapaces d'adaptar-se a l'erosió, i experimenten el que es denomina un "estrenyiment de la costa". Això ocorre quan les àrees ecològiques o geomorfològiques que normalment es retirarien terra endins es troben amb estructures sòlides que ho impedeixen. Les maresmes, els manglars i els aiguamolls costaners o d'aigua dolça adjacents són particularment propenses a sofrir aquest estrenyiment.

### Intervenció limitada
Les intervencions limitades són accions que es prenen quan la gestió del problema solament ho resol en certa manera, normalment en zones de poca rellevància econòmica. Les mesures d'intervenció limitada sovint impliquen fomentar la successió de maresmes i dunes sorrenques. Amb això s'aconsegueix normalment que la terra després de la maresma estigui suficientment protegida, ja que l'energia de les ones es veurà dissipada pel sediment acumulat i per la nova vegetació resident en l'hàbitat recentment format. Encara que la nova maresma no és estrictament atribuïble a l'ésser humà, ja que molts processos naturals contribueixen a la successió de la maresma, els factors antropogènics són responsables parcialment de la seva formació ja que una embranzida inicial pot ser necessari per ajudar a començar el procés de successió.